# William Compton (6e marquis de Northampton)
William Bingham Compton (6 août 1885 - 30 janvier 1978) est un pair et un soldat britannique.

## Biographie
Il est le fils aîné de William Compton (5e marquis de Northampton), et de son épouse Mary Florence Baring. Il fait ses études au Collège d'Eton et Balliol College, Oxford, où il obtient son diplôme de BA en 1906 .
Initialement lieutenant dans le Northamptonshire Yeomanry, il entre dans l'armée régulière dans les Royal Horse Guards, dont il devient adjudant en 1913 et atteint le grade de Major. Il combat pendant la Première Guerre mondiale, au cours de laquelle il est mentionné à deux reprises dans des dépêches et blessé. Il est nommé Commandeur de l' Ordre de Léopold (Belgique)  et en 1919 il reçoit l'Ordre du Service distingué. Il est également Commandeur de l'Ordre de Saint-Jean de Jérusalem .
Il est transféré en tant que capitaine au Warwickshire Yeomanry en 1921  et passe au grade de lieutenant-colonel, prenant sa retraite en 1932. Il est également colonel honoraire du 11e bataillon du régiment de Londres ( Finsbury Rifles) de 1923 à 1934.
Il sert dans le gouvernement local au Conseil du comté de Northamptonshire, auquel il est élu en 1922, devient président en 1949, démissionnant en 1955 . Il est également lieutenant adjoint en 1936 pour le comté écossais de Ross et pour le Northamptonshire en 1937, ainsi que juge de paix pour ce dernier comté .
William Bingham Compton est l'auteur du livre History of the Comptons of Compton Wynyates, qui est publié en 1930 par J. Lane et Bodley Head Ltd de Londres dans une édition limitée à seulement 200 exemplaires.

## Vie privée
Il s'est fiancé en 1912 à l'actrice divorcée Miss Daisy Markham (alias Mme Annie Moss), qui pendant la relation cesse son travail d'actrice et lui donne des enfants jumeaux . En raison de la pression de la famille, il rompt les fiançailles après avoir accédé à sa pairie, ce qui conduit à un procès pour violation de promesse par Markham. Elle accepte de lui un règlement de 50 000 £ (d'une valeur inférieure à 2 153 000 £ en 2005), un record dans l'histoire juridique britannique pour un cas de rupture de promesse, en 1913 .
Lord Northampton épouse Lady Emma Marjory, fille de Thomas Thynne (5e marquis de Bath), en 1921. Ils n'ont pas d'enfants et divorcent en 1941. Il se remarie à Virginia Lucie, fille du capitaine David Rimington Heaton, en 1942. Ils ont deux fils et deux filles, mais divorcent en 1958. Il épouse en troisièmes noces Lady Elspeth Grace Whitaker, fille de William Ingham Whitaker, en 1958. Lord Northampton est décédé en janvier 1978, à l'âge de 92 ans, et est remplacé par son fils aîné de son deuxième mariage, Spencer Compton (7e marquis de Northampton) (en). Sa fille aînée, Lady Judith Compton, est mariée à Sir Adrian Swire.